# Manka Heise
Manka Heise (* 1977 in Hannover) ist eine deutsche Investigativ-Journalistin.

## Leben
Manka Heise besuchte in Hannover die Tellkampfschule und studierte von 1996 bis 2001 an der Leibniz Universität Hannover die Fächer Religionswissenschaft und Anglistik. Während ihres Studiums absolvierte sie Praktika beim NDR in Hannover und im ZDF-Landesstudio Niedersachsen. Nach ihrem Studienabschluss volontierte sie bei SPIEGEL und TV/XXP in Berlin.
Nach ihrem Volontariat arbeitete Manka Heise als Reporterin bei Spiegel TV und veröffentlichte die 30-minütige Reportage Hinter den Türen von Hamburg Billstedt – die verlorene Unterschicht (mit Maria Gresz).
Von 2007 bis 2009 war Manka Heise als freie Autorin für die ARD, den rbb, RTL, ZDF und Spiegel TV tätig. 2009 begann sie als Investigativ-Reporterin beim Politik-Magazin Kontraste in der ARD. Sie produzierte TV-Beiträge und aktuelle Hintergrundbeiträge – vor allem zu Themen wie Atomenergie und Endlagerung.
Im Jahr 2011 wechselte sie zum ZDF. Hier arbeitete sie elf Jahre als Investigativ-Reporterin bei frontal21/frontal und produzierte Filme zu Themen wie Bundeswehr, Gefängnis, Prostitution und Wirtschaft. Nach der Ausstrahlung einiger ihrer Beiträge nahm die Staatsanwaltschaft Ermittlungen in Bezug auf die berichteten Aktivitäten auf.
Im Jahr 2019 absolvierte Heise eine Ausbildung für Journalisten in Krisengebieten im Ausbildungszentrum der Bundeswehr im bayerischen Hammelburg. 2022 vertrat sie die Studioleitung im ZDF-Studio Nairobi und drehte unter anderem in Mali bei der Bundeswehr.
Seit August 2022 ist Manka Heise Investigativ-Chefreporterin bei RTL News, Stern, n-tv und alle weiteren Medien der RTL Gruppe. Sie baut für den Stern und RTL eine Investigativunit auf und entwickelte das Format Stern Investigativ. Stern Investigativ ist ein crossmediales Projekt, bestehend aus einer einstündigen Doku auf RTL, eine große Sterntitelgeschichte und einem Podcast.
Manka Heise setzt sich für Equal Pay ein, gibt Workshops auf der Jahreskonferenz von Netzwerk Recherche und ist Mitglied bei „Neue deutsche Medienmacher*innen“. Sie lebt in Berlin.

## Dokumentationen
Die Dokumentation Turbo, Tempo, Tesla – Elon Musk in Brandenburg von Manka Heise und ihrem Kollegen Christian Esser wurde am 16. März 2021 im ZDF ausgestrahlt. Verschiedene Sender wie Deutschlandfunk und NDR interviewten sie als Tesla-Expertin. Die Dokumentation erfuhr großes Interesse und stieß politische Debatten an, u. a. im brandenburgischen Wirtschaftsausschuss mit Landeswirtschaftsminister Jörg Steinbach. Tesla-Chef Elon Musk selbst meldete sich zu Wort und griff das ZDF an: „Wow, shame on ZDF Info!“
Am 28. September 2023 wurde auf RTL die erste Folge Inside Tesla des neuen Formats Stern Investigativ über die Arbeitsbedingungen in der deutschen Tesla Fabrik in Grünheide, Brandenburg ausgestrahlt. Die Recherchen leiteten Manka Heise, Tina Kaiser und Christian Esser. Am selben Tag erschien dazu ein Artikel in der Zeitschrift Stern und der Podcast Inside Tesla, in dem Manka Heise und Christian Esser die Hosts sind.
2024 erschien die Stern Investigativ-Recherche Inside Charité. Die Doku wurde am 12. September 2024 auf RTL ausgestrahlt. Am selben Tag gab es die Geschichte im Stern als Titelgeschichte zu lesen. Zu den Recherchen ist außerdem ein dreiteiliger Podcast erschienen. Die Hosts sind Manka Heise und Christian Esser.

## Preise (Auswahl)
- 2024 Helmut-Schmidt-Preis, 1. Platz für „Inside Tesla“[18]
- 2024 Otto-Brenner-Preis, 2. Platz für „Inside Tesla“[19]
- 2023 medium magazin, 2. Platz der „Journalisten (Teams) des Jahres 2023“ für das crossmediale Stern Investigativ Projekt Inside Tesla.[20]
- 2023 Global Investigative Journalism Network kürte die Recherche zu „Inside Tesla“ zu den besten im Jahr 2023[21]
- 2023 deutscher Reporter*innen Preis, Nominierung für „Inside Tesla“ in der Kategorie Investigativ[22]
- 2022 BVHK-Journalistenpreise, 1. Platz, für den Beitrag „Kranke Kinder schlecht versorgt – Engpässe im Krankenhaus“ gemeinsam mit Milan Panek.[23]
- 2021 Private Medien Preis für die Dokumentation „Turbo, Tempo, Tesla: Elon Musk in Brandenburg“[24]

## Ausgewählte Fernseh-Dokumentationen/Beiträge
- 2016 Verdacht auf kriminelles Netzwerk in der JVA Tegel, 13. September 2016, frontal21, ZDF[25]
- 2018 Stadt, Land, Schluss – Heimat zwischen Wut und Wandel, mit Armin Coerper, Tonja Pölitz, Torge Bode, Anne Herzlieb, 18. Dezember 2018, frontal21, ZDF[26]
- 2019 Puma, der Pannenpanzer – Bedingt einsatzbereit, mit Birte Meier, 8. Oktober 2019, frontal21, ZDF[27]
- 2020 Deutsche auf Trophäenjagd – Zum Abschuss freigegeben, mit Christian Esser, John Grobler, 26. Mai 2020, frontal21, ZDF[28]
- 2021 Turbo, Tempo, Tesla – Elon Musk in Brandenburg, 16. März 2021, frontal21, ZDF[29]
- 2022 Kabinett hält an Mali-Einsatz fest, 11. Mai 2022, heute, ZDF[30]
- 2023 Inside Tesla Deutschland – Musks Profit auf Kosten der Arbeiter, 28. September 2023, RTL[31]
- 2024 Inside Charite – ein krankes Haus, 12. September 2024, RTL